# 沃羅涅日—哈爾科夫攻勢
沃罗涅日-哈尔科夫攻势是1943年1月13日-3月3日间，蘇聯的沃罗涅日方面军、布良斯克方面军以及西南方面军发动的一场對德反攻行動，最終蘇軍击败德军B集團軍群，收復包括沃罗涅日、库尔斯克、别尔哥罗德、哈爾科夫在內的大片领土。